# Thomas Flynn (Bischof, 1931)
Thomas Flynn (* 8. Juli 1931 in Ballaghaderreen; † 3. Juni 2015) war römisch-katholischer Bischof von Achonry.

## Leben
Thomas Flynn empfing am 17. Juni 1956 die Priesterweihe für das Bistum Achonry. Er war langjähriger Lehrer, später auch  Präsident am St. Nathy College in Ballaghaderreen.
Papst Paul VI. ernannte ihn am 30. Dezember 1976 zum Bischof von Achonry. Der Apostolische Nuntius in Irland, Gaetano Alibrandi, spendete ihm am 20. Februar des nächsten Jahres die Bischofsweihe; Mitkonsekratoren waren Joseph Cunnane, Erzbischof von Tuam, und James Fergus, emeritierter Bischof von Achonry. Er war Sprecher der Bischofskonferenz und von 1992 bis 2004 Vorsitzender der Bildungskommission. Er wirkte wesentlich an der Reform des irischen Schulgesetzes von 1998 mit.
Am 20. November 2007 nahm Papst Benedikt XVI. seinen altersbedingten Rücktritt an.